# Træblæseinstrument
|  | Dublet Denne artikel handler om det samme som Træblæser. (Diskutér artiklen) |

|  | Sammenskrivningsforslag Artiklen Træblæseinstrument er foreslået føjet ind i Træblæser. (Siden maj 2025) Diskutér forslaget |

Træblæserinstrument
Træblæserinstrumenter er en gruppe af musikinstrumenter, hvor lyden frembringes ved, at luft blæses ind i eller over en åbning, ofte gennem et mundstykke eller en rørbladsmekanisme. Trods navnet er ikke alle træblæserinstrumenter lavet af træ; nogle er fremstillet af metal eller plast, men de tilhører stadig denne gruppe på grund af deres akustiske principper og historiske udvikling.
Inddeling
Træblæserinstrumenter opdeles typisk i to hovedgrupper baseret på måden, hvorpå tonen produceres:
Rørbladsinstrumenter
Disse instrumenter bruger et eller to rørblade (tynde stykker af bambus eller plast, der vibrerer, når man blæser luft igennem dem).
- Klarinet – Et enkelt rørblad og cylindrisk boring.
- Saxofon – Også enkelt rørblad, men med konisk boring.
- Obo – Dobbelt rørblad, giver en lys og nasal tone.
- Fagot – Dobbelt rørblad, større og dybere end oboen.
- Engelskhorn – En alt-version af oboen med en karakteristisk bøjet klokke.

Fløjteinstrumenter
Disse producerer lyd ved at luft strømmer over en kant, typisk uden brug af rørblade.
- Tværfløjte – Holdes vandret og spilles ved at blæse tværs over et hul.
- Piccolo – En mindre version af tværfløjten, spiller en oktav højere.
- Blokfløjte – Har et indbygget labium (luftsplitter), og fås i mange størrelser (sopran, alt, tenor, bas).
- Panfløjte – Består af en række rør med forskellig længde.

Historie
Træblæserinstrumenter har eksisteret i tusinder af år. De tidligste fløjter er fundet i stenalderbosættelser og kan dateres til omkring 40.000 f.Kr. I den vestlige klassiske musik blev mange af de moderne træblæsere udviklet og standardiseret i 1700- og 1800-tallet. Især den tyske instrumentmager Theobald Boehm revolutionerede tværfløjten med sit mekaniske klaresystem.
Anvendelse
Træblæserinstrumenter bruges i en lang række musikalske sammenhænge, herunder:
- Symfoniorkestre – Træblæsersektionen er en fast del af orkestret.
- Harmoniorkestre – Består primært af blæsere og slagtøj.
- Jazzensembler – Saxofoner og klarinetter er udbredte.
- Folkemusik – Blokfløjter, sækkepiber og fløjter bruges ofte.
- Pop og rock – Saxofonen bruges i mange stilarter.

Kendte træblæsermusikere
- Jean-Pierre Rampal (fløjte)
- Benny Goodman (klarinet)
- Marcel Mule (saxofon)
- Albrecht Mayer (oboe)
- Klaus Thunemann (fagot)

Se også
- Blæseinstrument
- Messingblæser
- Orkesterinstrument
- Rørblad
- Boehm-systemet

Eksterne links
- Instrumentbeskrivelser på Den Store Danske
- [Instrumentdemonstrationer på YouTube]
- [Guide til træblæsere i orkestermusik]